# Victor Bruns
Victor Bruns (* 15. August 1904 in Ollila, Großfürstentum Finnland; † 6. Dezember 1996 in Berlin) war ein deutscher Fagottist und Komponist.

## Leben
Victor Bruns wurde als Sohn von in Sankt Petersburg wohnenden deutschen Eltern im Sommerhaus im karelischen Ollila geboren. Er besuchte eine deutsche Schule, an der er ersten Klavierunterricht bekam. Nach einem kurzen naturwissenschaftlichen Studium an der Technischen Hochschule, in deren Studentenorchester er Fagott spielte, studierte er am Sankt Petersburger Konservatorium von 1924 bis 1927 bei Alexander Wassiljew Fagott und von 1927 bis 1931 bei Wladimir Schtscherbatschow Komposition. Er schloss sein Studium mit dem 1. Fagottkonzert, op. 5 ab, das 1933 von den Leningrader Philharmonikern mit ihm als Solist uraufgeführt wurde. Von 1927 bis zu seiner Ausweisung aus der Sowjetunion als Reichsdeutscher Bürger 1938 war Bruns 2. Fagottist an der Leningrader Oper und in gleicher Stellung von 1940 bis 1944 an der Berliner Volksoper. Nachdem das Gebäude der Volksoper 1944 einem Bombenangriff zum Opfer gefallen war, wurde das Orchester nach Hirschberg in Schlesien verlegt. Dort wurde er zur Wehrmacht eingezogen, kam dann in sowjetische Kriegsgefangenschaft und kehrte im Dezember 1945 nach Berlin zurück, wo er von 1946 bis 1949 Kompositionsstudien bei Boris Blacher betrieb. Von 1946 bis 1969 war Bruns 2. Fagottist der Staatskapelle Berlin, die viele seiner Werke uraufführte und deren Ehrenmitglied er 1969 wurde. 1960 wurde ihm der Kunstpreis der DDR verliehen. Die International Double Reed Society (IDRS) ernannte ihn 1990 zum Honorary member. 1994 erkrankte er schwer und verbrachte die letzten zwei Jahre seines Lebens in einem Berliner Senioren-Pflegeheim.
Im Mittelpunkt seines Schaffens standen Instrumentalkonzerte und Kammermusik. Einem breiten Publikum wurde er mit Ballettmusiken wie „Das Recht des Herrn“ von Daisy Spies oder „Neue Odyssee“ von Albert Burkat bekannt.

## Werke (Auswahl)

### Orchestermusik
- Sinfonie Nr. 1 op. 13 (1943)
- Orchesterstücke op. 19 (1948)
- Sinfonie Nr. 2 op. 21 (1949)
- Sinfonietta op. 23 (1950)
- Sinfonie Nr. 3 („Dramatische“) op. 37 (1960)
- Sinfonie Nr. 4 („Konzertante“) op. 47 (1970)
- Sinfonie Nr. 5 op. 64 (1979)
- Sinfonie Nr. 6 („Breve“) op. 67 (1980)
- Kammersinfonie für Streicher op. 70 (1981)

### Ballettmusik
- Das Recht des Herrns op. 27 (1953)
- Das Edelfräulein op. 31 (1955)
- Neue Odyssee op. 33 (1957)
- Ballett-Trilogie Theseus:

- Das Band der Ariadne op. 46 (1969/71)
- Ariadne auf Naxos op. 54 (1973/74)
- Phaedra op. 56 (1975)

### Kammeroper
- Minna von Barnhelm op. 39 (1962/67)

### Konzertmusik
- Konzert Nr. 1 für Fagott und Orchester op. 5 (1933)
- Konzert Nr. 2 für Fagott und Orchester op. 15 (1946)
- Konzert Nr. 1 für Klarinette und Orchester op. 25 (1951)
- Konzert für Oboe und kleines Orchester op. 28 (1952)
- Konzert Nr. 1 für Cello und Orchester op. 29 (1958)
- Konzert Nr. 1 für Violine und Orchester op. 35 (1959)
- Konzert Nr. 3 für Fagott und Orchester op. 41 (1966)
- Konzert Nr. 2 für Klarinette und Orchester op. 48 (1971)
- Konzert für Trompete und Orchester op. 50 (1972)
- Konzert für Flöte und kleines Orchester op. 51 (1972)
- Konzert Nr. 2 für Violine und kleines Orchester op. 53 (1974)
- Konzert Nr. 2 für Cello und kleines Orchester op. 59 (1977)
- Konzert für English Horn und Streicher op. 61 (1978)
- Konzert für Horn und kleines Orchester op. 63 (1979)
- Konzert für Oboe, Fagott und Streicher op. 66 (1980)
- Konzert für Viola und kleines Orchester op. 69 (1981)
- Konzert für Contrabass und Streicher op. 73 (1982)
- Konzert für Flöte, Englisch Horn, Streicher und Percussion op. 74 (1982)
- Konzert Nr. 3 für Klarinette und kleines Orchester op. 76 (1984)
- Konzert Nr. 3 für Cello und kleines Orchester op. 77 (1984)
- Konzert Nr. 4 für Fagott und Orchester op. 83 (1986)
- Konzert für Bläserquintett, Percussion und Streicher op. 85 (1987)
- Konzert für 2 Klarinetten und kleines Orchester op. 87 (1988)
- Konzert für Violine, Cello und Orchester op. 89 (1989)
- Konzert für Kontrafagott und Orchester op. 98 (1992)

### Kammermusik
- Musik für 3 Klarinetten und Fagott op. 1
- Kleine Suite für 2 Flöten, 2 Oboen und 2 Fagotte op. 2
- Streichquartett Nr. 1 op. 6 (1934)
- Sonate für Violine und Klavier op. 9 (1937)
- 3 Stücke für Cello und Klavier op. 11 (1938)
- 5 Stücke für Fagott und Klavier op. 12 (1939)
- Bläserquintett op. 16 (1947)
- Streichquartett Nr. 2 op. 17 (1947)
- Quartett für Holzbläser op. 18 (1948)
- Sonate für Fagott und Klavier op. 20 (1949)
- Sonate für Klarinette und Klavier op. 22 (1949)
- Sonate für Oboe und Klavier op. 24 (1950)
- Sonate für Oboe und Klavier op. 25 (1950)
- 5 Stücke für Klavier op. 30 (1953)
- Fagottstudien für Fortgeschrittene op. 32 (1955)
- Sextett für Bläserquintett und Klavier op. 34 (1957)
- Sonate für Cello und Klavier op. 35 (1958)
- Streichquartett Nr. 3 op. 38 (1961)
- 5 Stücke für Fagott und Klavier op. 40 (1965)
- Oktett für Klarinette, Fagott, Horn, Streichquartett und Bass op. 42 (1968)
- Expressionen für Cello und Klavier op. 43 (1968)
- 4 Stücke für Klarinette und Klavier op. 44 (1968)
- Sonate Nr. 2 für Fagott und Klavier op. 45 (1969)
- Trio für Oboe, Klarinette und Fagott op. 49 (1971)
- 6 Stücke für Cello und Klavier op. 52 (1973)
- Kleine Suite für 3 Fagotte und Kontrafagott op. 55 (1974)
- 2 Stücke für Kontrafagott und Klavier op. 57 (1975)
- Konzertante Musik für Fagott und Streichtrio op. 58 (1976)
- Sonate für Viola und Klavier op. 60 (1977)
- Kleine Sinfonie für 12 Celli Soli op. 62 (1978)
- 2 Bagatellen für Violine und Cello op. 65 (1980)
- Kleine Suite Nr. 2 für 3 Fagotte und Kontrafagott op. 68 (1981)
- Streichsextett Nr. 1 op. 71 (1982)
- Miniaturen für 6 Flöten op. 72 (1982)
- Streichsextett Nr. 2 op. 75 (1985)
- Streichquintett Nr. 1 op. 79 (1985)
- 6 Stücke für Kontrafagott und Klavier op. 80 (1986)
- Streichquintett Nr. 2 op. 81 (1986)
- Klaviertrio op. 82 (1986)
- Trio für Klarinette, Fagott und Klavier op. 84 (1987)
- Sonate Nr. 3 für Fagott und Klavier op. 86 (1988)
- Sonate Nr. 2 für Violine und Klavier op. 88 (1988)
- Sonate für Flöte und Klavier op. 90 (1989)
- Trio Nr. 2 für Klarinette, Fagott und Klavier op. 91 (1990)
- Kleine Suite Nr. 3 für 3 Fagotte und Kontrafagott op. 92 (1990)
- 4 virtuose Stücke für Fagott solo op. 93
- 4 virtuose Stücke für Horn solo op. 94
- Concertante Suite op. 95
- Sonatine für Tenorfagott und Klavier op. 96 (1991)[4]
- Trio für Tenorfagott, Fagott und Contrafagott op. 97 (1992)[4]
- Konzert für Contrafagott und Orchester op. 98 (1992)[4]
- Oktett für Fagotte op. 99

## Nachlass
Der Nachlass von Victor Bruns wird in der Musikabteilung der Sächsischen Landesbibliothek – Staats- und Universitätsbibliothek Dresden aufbewahrt. Er enthält Kompositionen im Umfang von 135 Katalognummern (Signatur Mus.15058-…) und Briefe, Texte, Porträts, Konzertprogramme, Tondokumente im Umfang von 24 Kapseln.